# Orlu (Ariège)
Orlu é uma comuna francesa na região administrativa de Occitânia, no departamento de Ariège.